# Campeonato Uruguayo de Primera División 1902
El Campeonato Uruguayo 1902 constituyó el tercer torneo de Primera División del fútbol uruguayo organizado por The Uruguay Association Football League (actual Asociación Uruguaya de Fútbol).
El torneo consistió en un campeonato a dos ruedas de todos contra todos. En él participaron 6 equipos, entre los cuales saldría victorioso el Club Nacional de Football al ganar todos los partidos disputados. Así conquistaría su primer campeonato nacional. 
Para esta edición la League aceptó la incorporación del club Triunfo (fundado en 1900 en El Prado, posteriormente se mudó al Reducto y absorvió en sus filas al Eastern), el cual terminó ubicándose en la última posición de la misma. Triunfo perdió ante todos sus rivales excepto ante el Albion, al cual pudo derrotar las dos veces, sumando sus únicos cuatro puntos.

## Equipos participantes

### Datos de los equipos
| Club             | Ciudad     | Estadio                        | Capacidad | Fundación                | Temporadas | Temporadas Consecutivas | Títulos | 1901 |
| ---------------- | ---------- | ------------------------------ | --------- | ------------------------ | ---------- | ----------------------- | ------- | ---- |
| Albion           | Montevideo | Field del Albion (Paso Molino) | 5.000     | 1 de junio de 1891       | 2          | 2                       | -       | 5°   |
| CURCC            | Montevideo | Villa Peñarol                  | 3.870     | 28 de septiembre de 1891 | 2          | 2                       | 2       | 1°   |
| Deutscher        | Montevideo | Gran Parque Central            | 7.000     | 23 de mayo de 1897       | 2          | 2                       | -       | 4°   |
| Nacional         | Montevideo | Gran Parque Central            | 7.000     | 14 de mayo de 1899       | 1          | 1                       | -       | 2°   |
| Triunfo          | Montevideo | Field de Reducto               |           | 1900                     | -          | -                       | -       | -    |
| Uruguay Athletic | Montevideo | Field de Punta Carretas        |           | 10 de agosto de 1898     | 2          | 2                       | -       | 3°   |

Notas: Los datos estadísticos corresponden a los campeonatos uruguayos oficiales. Las fechas de fundación son las declaradas por cada club. La columna «Estadio» refleja el estadio donde el equipo más veces juega de local, pero no indica que sea su propietario. Véase también: Estadios de fútbol de Uruguay.

## Tabla de posiciones
|  | Pos. | Equipos                                  |  | PJ | PG | PE | PP | GF | GC | Dif. | Pts. |
|  | ---- | ---------------------------------------- |  | -- | -- | -- | -- | -- | -- | ---- | ---- |
|  | 1    | Archivo:Escudo actual bolso.png Nacional |  | 10 | 10 | 0  | 0  | 40 | 5  | +35  | 20   |
|  | 2    | CURCC                                    |  | 10 | 8  | 0  | 2  | 34 | 7  | +27  | 16   |
|  | 3    | Deutscher                                |  | 10 | 4  | 1  | 5  | 18 | 29 | -11  | 9    |
|  | 4    | Uruguay Athletic                         |  | 10 | 3  | 0  | 7  | 6  | 22 | -16  | 6    |
|  | 5    | Albion                                   |  | 10 | 2  | 1  | 7  | 9  | 21 | -12  | 5    |
|  | 6    | Triunfo                                  |  | 10 | 2  | 0  | 8  | 8  | 31 | -23  | 4    |

|  | Campeón Uruguayo. |

|                                            |
| Uruguay                                    |
| Campeón Uruguayo 1902 Nacional 1.er título |

### Plantel del campeón
El equipo base del Nacional campeón por primera vez tenía un promedio de edad de 18 años. El capitán fue Miguel Nebel, quién en esa época tenía un rol preponderante como organizador del equipo. El arquero era Amílcar Céspedes; los backs fueron Carlos Carve Urioste (presidente del club) por derecha, y Germán Arímalo (o Ernesto Boutón Reyes) por izquierda; la línea media la integraban Miguel Nebel, con Luis Carbone y Gaudencio Pigni (16 años); Gonzalo Rincón, Bolívar y Carlos Céspedes, Eduardo De Castro y Ernesto Boutón Reyes (o Alejandro Cordero) formaban el ataque. Con 11 goles, Bolívar Céspedes fue el goleador del campeonato.
Además de Carlos Carve Urioste, quien era el presidente del club, otros futbolistas formaban parte de la directiva: el arquero suplente Jorge Ballestero era el vicepresidente, Germán Arímalo era el tesorero, mientras que Boutón Reyes y Bolívar Céspedes eran Vocales.